# Gerald Joseph Wasserburg
Gerald Joseph Wasserburg (* 25. März 1927 in New Brunswick; † 13. Juni 2016 in Florence, Oregon) war ein US-amerikanischer Geologe, Geophysiker und Geochemiker.

## Leben
Wasserburg studierte, nachdem er 1943 bis 1946 in der US Army diente, mit einem GI Bill an der University of Chicago mit dem Bachelor-Abschluss 1951, dem Master-Abschluss 1952 und der Promotion in Geologie 1954. 1955 wurde er Assistant Professor, 1959 Associate Professor und 1963 Professor für Geologie and Geophysik am California Institute of Technology (Caltech). 1982 wurde er dort MacArthur Professor und er war 1987 bis 1989 Vorstand der Fakultät für Geologie und Planetologie des Caltech. 2001 wurde er emeritiert.
Er war 60 Jahre mit Naomi Wasserburg verheiratet und hatte zwei Söhne.

## Werk
Er befasste sich mit geochemischen und Isotopen-Methoden zur Altersbestimmung und Erforschung der geologischen Entwicklung der Erde und der des Sonnensystems (Altersbestimmung von Meteoriten). Er studierte auch Zeitskalen für den Transport von Isotopen im Grundwasser und untersuchte den Isotopengehalt des Mondgesteins der Apollo-Missionen. Dafür konstruierte er ein Massenspektrometer (Lunatic I). Das Gerät war eine Größenordnung (Faktor 30) präziser als bis dahin verfügbare Geräte und revolutionierte das Gebiet. Es war als erstes solches Instrument vollständig digital. Bei der Entwicklung unterstützte ihn sein Doktorand (Promotion 1970) Dimitri Papanastassiou.
Er war einer der Four Horsemen der NASA, die die ersten Untersuchungen am Mondgestein durchführten. Die anderen waren Bob Walker (Washington University), Jim Arnold (University of California at San Diego) und Paul Gast (Columbia University). Die Resultate der ersten Analyse der Proben von Apollo 11 wurden 1970 auf der ersten Lunar Science Conference in Houston vorgestellt. Sie datierten das Mondgestein auf 3,5 bis 3,7 Milliarden Jahre. Später fanden sie in der Isotopenanalyse Hinweise auf die Late Heavy Bombardment-Epoche vermehrter Einschläge auf dem Mond vor 4 Milliarden Jahre.
Das ironische Entschuldigungsschreiben der Apollo-13-Astronauten dafür, dass sie aufgrund der Explosion an Bord kein Mondmaterial zurückbringen konnten, hing jahrelang in seinem Büro an der Wand. Als Richard Nixon die letzten Apollo-Missionen stoppen wollte, organisierten die Four Horsemen erfolgreich eine Protestaktion.
Aus den ältesten Proben von Gesteinen im Sonnensystem fand er mit Kollegen Hinweise (Zerfallsprodukte des kurzlebigen Isotops Aluminium 26) auf eine Supernova-Explosion in der Nähe des frühen Sonnensystems kurz vor der Bildung der Planeten.
Er ging nach den Erinnerungen von Kollegen immer enthusiastisch an die Arbeit und war für seine hohen Standards und seine Genauigkeit bekannt.

## Ehrungen und Mitgliedschaften
Er war Ehrendoktor der Universität Brüssel, der Universität Paris, der Arizona State University, der University of Chicago, der Universität Turin und der Universität Rennes I. Er war Ehrenmitglied der Geological Society of London (1996).
1978 erhielt er die V. M. Goldschmidt Award der Geochemical Society, 1970 die Arthur L. Day Medal der Geological Society of America, 1981 den Arthur L. Day Prize der National Academy of Science, 1985 die J. Lawrence Smith Medal und die Harry H. Hess Medal der American Geophysical Union und 2008 deren William Bowie Medal. Zusammen mit Claude Allègre wurde er 1986 mit dem Crafoord-Preis für Geowissenschaften ausgezeichnet. 1985 erhielt er die Wollaston-Medaille und 1991 die Goldmedaille der Royal Astronomical Society und 1972 und 1978 die NASA Distinguished Service Medal. Er war Mitglied der National Academy of Sciences, der American Academy of Arts and Sciences (1967), der American Philosophical Society (1982) und der Norwegischen Akademie der Wissenschaften und Literatur.

## Schriften
- Isotopic adventure- geological, planetological and cosmic, Annual Review Earth Planetary Science, Band 31, 2003, S. 1–74